# Philipp Wilhelm von Innhausen und Knyphausen
Freiherr Philipp Wilhelm von Innhausen und Knyphausen (* 20. März 1591 auf Schloss Lütetsburg bei Norden; † 5. Mai 1652 in Bremen) war ein ostfriesischer Adliger und von 1609 bis 1624 Herr der reichsunmittelbaren Herrschaften Innhausen und Knyphausen. 

## Leben

Historische Karte der Herrschaft Kniphausen (1835)

Innhausen stammt aus dem ostfriesischen Häuptlingsgeschlecht der Innhausen und Knyphausen. Seine Eltern waren der Gräfliche Rat Ico von Innhausen und Knyphausen (* 12. Juli 1555; † 1. Dezember 1604) und Anna Maria Oriana von Elter-Vogelsang-Bastnach (1555–1600).
Innhausen erbte 1609 die Herrschaften Innhausen und Knyphausen in der Nähe des heutigen Wilhelmshaven. Letztere beanspruchte aber auch Graf Anton Günther von Oldenburg. Dieser Erbschaftsstreit eskalierte, als Graf Anton Günther begann, beim Kaiser gegen Innhausen zu intrigieren. 1623 verleumdete der Graf ohne jegliche Grundlage Innhausen mit der Behauptung, dieser würde gegen den Kaiser opponieren. Daraufhin gestattete der Kaiser Graf Anton Günther, sofort Innhausens Erbe zu besetzen. 1624 wurde Innhausen mit kaiserlicher Einwilligung gezwungen, gegen eine jährliche Rentenzahlung auf sein Erbe zu verzichten. Gegen den Willen seiner Familie bestätigte Innhausen 1648 diesen Vertrag. Sie erhielt die Rente von den verschiedenen Landesregierungen Oldenburgs, zuletzt vom Land Niedersachsen, bis 1964, als die Zahlungen auf Grund eines Ablösevertrages beendet wurden. Innhausen lebte ab 1623 im Exil in Bremen; später dann abwechselnd in Stade, Hamburg und Altona. Er übte ab dieser Zeit keinerlei militärisches oder politisches Amt mehr aus.
Im Mai 1634 nahm Fürst Ludwig I. von Anhalt-Köthen Innhausen in die Fruchtbringende Gesellschaft auf. Er verlieh diesem den Gesellschaftsnamen der Verliebte und die Devise nicht weiter. Als Emblem wurde ihm die Liebesäpfel (Lycopersicon lycopersicum L. Karst ex Farw.) zugedacht. Im Köthener Gesellschaftsbuch findet sich Innhausens Eintrag unter der Nr. 241. Dort ist auch das Reimgesetz vermerkt, welches Innhausen anlässlich seiner Aufnahme verfasste:
Wie der Liebesäpffel frucht ist schön vnd Zugenießen
Gar wenig, Alß auch Zur liebe man gefließen
Zwart alle Zeit sol sein, doch weiter gehen nit
Als seine pflicht der eh in allem bringet mit
Verliebt der nahme mir derhalben ist gegeben
Dardurch Zu deuten ahn, wie eines Mannes leben
Jm er fruchtbringend sey in seinem hauß allein.
Am 5. Mai 1652 starb Freiherr Philipp Wilhelm von Innhausen und Knyphausen im Alter von 61 Jahren. Sein Geburtsort, das Schloss Lütetsburg, wird noch heute von der Familie des Grafen von Inn- und Knyphausen bewohnt. Der fürstliche Stamm (Fürst seit 1900) ist erloschen.

## Ehen
Knyphausen heiratete am 4. Juli 1612 Catharina von Wersabe († 14. August 1631), eine Tochter von Ortgies von Wersabe. Das Paar hatte einen Sohn:
- Dodo Moritz (* 1626; † 3. September 1703)

Nach dem traditionellen Trauerjahr heiratete Knyphausen am 3. September 1632 Anna Elisabeth, die Witwe des Freiherrn Johann Bernhard von Kunowitz. Sie starb am 22. Januar 1642. Dieses Mal wurde das Trauerjahr fast ungebührlich verkürzt, denn am 25. August desselben Jahres heiratete er in dritter Ehe Gräfin Magdalena von Nassau-Siegen († 6. Dezember 1662), die Witwe des Freiherrn Bernhard Moritz von Oeynhausen und Tochter des Johann VII. von Nassau-Siegen.